# Kosmoloty (kanadyjski serial animowany)
Kosmoloty (ang. Tripping the Rift, 2004) – kanadyjski serial animowany z gatunku science fiction wyprodukowany przez CinéGroupe. W Polsce emitowany na kanale AXN SciFi.

## Fabuła
Serial przedstawia losy pięciu postaci – Chode'a McBloba, Six, T'Nuka Layora, Whipa i Gusa, które żyją i pracują na statku kosmicznym Jupiter 42, kontrolowanym przez neurotyczną sztuczną inteligencję imieniem Bob.

## Obsada
- Stephen Root – Chode McBlob
- Gina Gershon – Six (I seria)
- Carmen Electra – Six (II seria)
- Jenny McCarthy – Six (III seria)
- Gayle Garfinkle – T'Nuk Layor
- Rick Jones – Whip
- Maurice LaMarche – Gus
- John Melendez – Bob
- Terrence Scammell – Darph Bobo